# Raffaello Rontani
Raffaello Rontani (né à Florence au XVe siècle et mort à Rome en 1622) est un compositeur italien.

## Biographie
Dès 1610 Rontani est au service d'Antonio de Médicis à Florence et de 1616 à sa mort, maître de chapelle de San Giovanni dei Fiorentini, à Rome. En outre, il semble avoir servi au moins deux membres de la noblesse : il mentionne, notamment dans la dédicace de son opus 6 qu'il est « capo del... concerto » du duc Sforza.
De son temps, il semble avoir été l'un des compositeurs italiens de musique vocale des plus populaires, particulièrement de chansons en solo. La moitié de ses livres de Varie musiche ont été réimprimés et près d'un tiers des pièces contenu survivent en manuscrits. Au total les six livres contiennent 97 morceaux, dont 60 sont monodiques. Quoiqu'un mélodiste peu attrayant, il est facile de voir comment ses longues lignes, ses rythmes entraînants et ses phrasés subtils, pouvaient exciter l'admiration. De nos jours il apparaît avec ses chansons strophiques, moins gratifiant que des compositeurs italiens de l'époque, tels que Calestani et Berti.
Il est appelé « le Florentin » par un éditeur, dans une anthologie où apparaît sa musique apparaît.

## Œuvre
- Gl’affettuosi : il primo libro di madrigali a 3 (Florence 1610)
- Le varie musiche, libro primo (Florence 1614)
- Le varie musiche, libro secondo, op. 6 (Rome 1618)
- Le varie musiche, libro terzo, op. 7 (Rome 1619)
- Varie musiche, libro quarto, op. 8 (Rome 1620)
- Varie musiche, libro quinto, op. 9 (Rome 1620)
- Le varie musiche, libro sesto, op. 11 (Rome 1622)

Deux livres de madrigaux (cités par Mischiatil) sont perdus : Madrigali (à 5 voix) et Madrigali concertati (de 2 à 6 voix).